# Eau stagnante

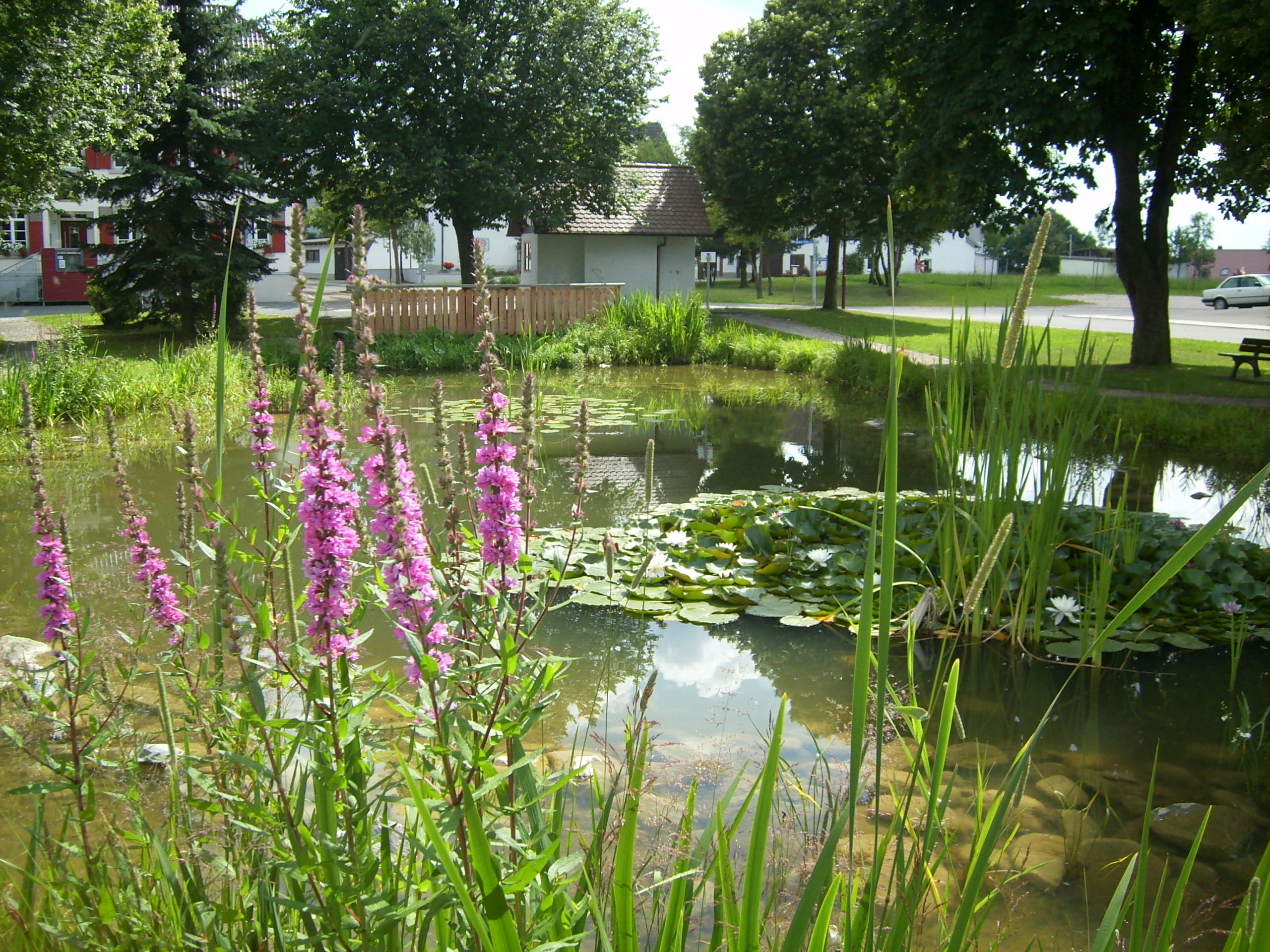
L'étang du village de Heinstetten en Allemagne, un exemple d'eau stagnante équilibré, favorable à la biodiversité et dont la végétation joue son rôle en matière de phytoépuration. Ce type d'eau stagnante saine, rafraîchissante l'été et possédant un aspect ornemental est perçu positivement par les riverains.

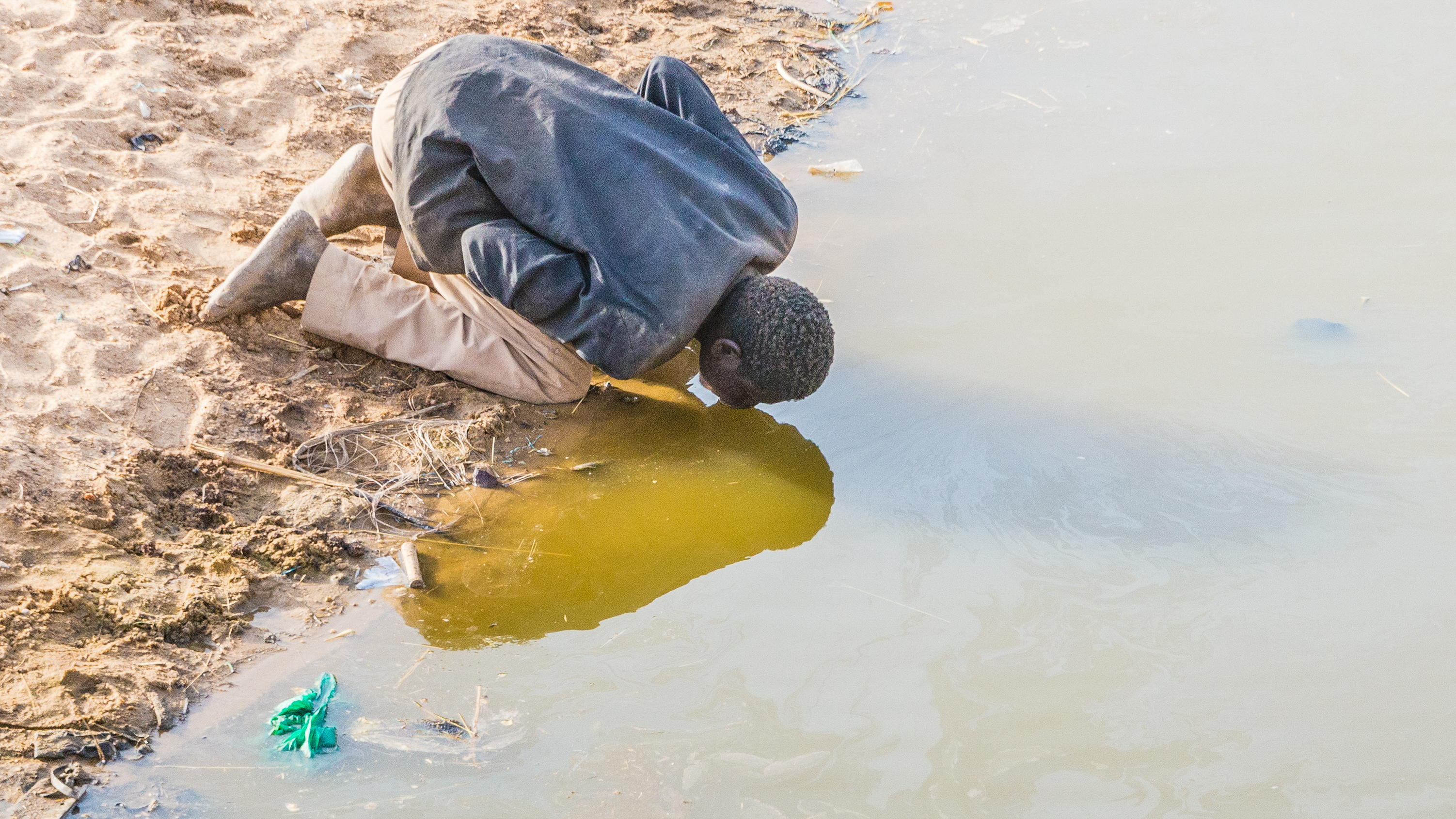
Un homme buvant l'eau stagnante d'un réservoir de Oum Hadjer au Tchad. L'absence d'équilibre et de phytoépuration de ce type d'eau stagnante peut conduire à des problèmes de santé et à la prolifération de moustiques, vecteurs d'agents pathogènes.

Les eaux stagnantes ou  eaux dormantes sont, en écologie et en hydrologie, des étendues d'eau douce ou salée fermées où l'eau ne circule pas ou très peu. Ce terme est utilisé en opposition avec l'expression eaux courantes et peut désigner les mares et les étangs, très riches en biodiversité, mais également les flaques, trous d'eau, chenaux ou petits bras morts fermés, et plus rarement certains lacs ou marais avec une eau libre mais ayant un débit très lent.
L'eau stagnante peut aussi être contenue dans un réservoir, un puits ou d'autres aménagements humains dans lesquels aucun équilibre biologique ne peut s'installer ou qui peut être polluée par de la matière organique. Dans ce cas l'eau stagnante peut être sujette à des processus de décomposition anaérobie (eau croupie) ce qui peut constituer un problème de santé publique. De même l'absence d'équilibre biologique et de prédateurs peut amener à la prolifération des moustiques pouvant transmettre des zoonoses à l'homme. La mise en place d'un plan de gestion restauratoire a pour but de corriger le problème.

## Santé publique
Certaines eaux stagnantes, moins oxygénées (et souvent plus chaudes que les eaux courantes, dans le même contexte) sont plus susceptibles d'abriter des vecteurs de zoonoses (tels que les moustiques piqueurs) et de maladies hydriques. Ce type d'eau stagnante peut être une source de risque sanitaire majeure. Ces eaux stagnantes peuvent aussi être contaminées par des excréments humains et animaux, en particulier dans les déserts ou dans d'autres zones de faibles précipitations.  
Le paludisme et la dengue sont parmi les principaux dangers des eaux stagnantes quand elles constituent un terrain fertile pour les moustiques qui prolifèrent en absence de prédateurs et transmettent ces maladies.
L'eau stagnante peut être dangereuse à boire, car elle fournit un meilleur incubateur que l'eau courante pour de nombreux types de bactéries et parasites. 
La stagnation de l'eau durant une période aussi courte que six jours peut complètement changer sa composition en bactéries et augmenter le nombre de cellules en suspension.
L'eau stagnante peut être classée dans les catégories suivantes, bien qu'elles se chevauchent:
- plans d'eau stagnantes, de type marais, lacs, lagunes, rivières, etc.
- eaux stagnantes de surface et souterraines

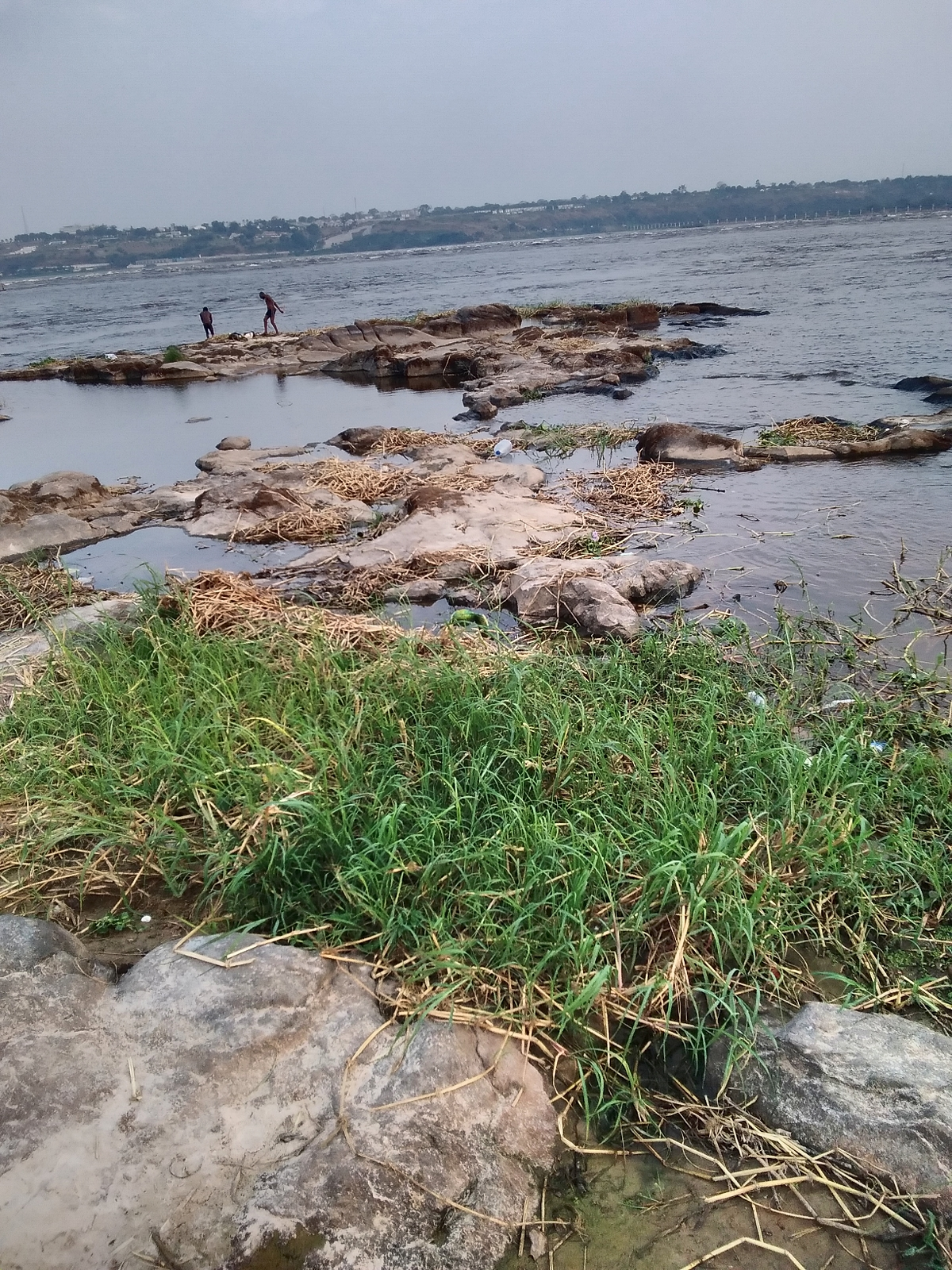
Forte dégradation de l'eau dans le Fleuve Congo

- Forte dégradation de l'eau dans le Fleuve Congoeau piégée dans des artefacts humains (boîtes de conserve, pots de plantes, pneus, pirogues, toits, tuyauteries, etc.), ou dans des contenants naturels (ex : troncs d'arbres creux, des gaines de feuilles, etc.).

Pour limiter les conséquences néfastes de la stagnation des eaux de surface, des mesures de gestion restauratoire peuvent être mises en place. 
Le drainage des eaux de surface et du sous-sol, plus facile à mettre en œuvre, a également été pratiqué par le passé mais en limitant l'infiltration des eaux dans les sous-sols ce dernier conduit à réduire fortement les ressources en eaux dans les zones concernées et à accroître le risque de sécheresses. En empêchant la recharge des aquifères, le drainage conduit de surcroît à une diminution du volume des eaux souterraines utilisables pour l'irrigation et l'eau potable. 

### Cas particulier de l'eau stagnante dans les canalisations d'eau potable
Dans le monde, les bâtiments épisodiquement occupés sont de plus en plus nombreux (ex : maisons/appartements de vacances,  immeubles de bureaux, bâtiments scolaires et universitaires ; en 2018 il y avait environ 972 000 immeubles de bureaux aux États-Unis. 
Les week-ends, jours fériés et en période de vacance, l'eau stagne plus longtemps dans la plomberie et selon Montagino & al (2022), la faible consommation d'eau généralement recherchée dans les bâtiments à basse consommation et la construction durable peut aussi allonger la stagnation de l'eau des canalisations. 
Une étude (2022) sur l'effet de la stagnation de l'eau durant les week-ends (~ 60 heures) dans un immeuble de bureaux de 2 étages à plomberie de cuivre a montré que cette stagnation influe sur les paramètres chimiques et biologiques les plus importants de qualité sanitaire de l'eau (pH, chlore total, teneurs en métaux et en germes problématiques (Legionella spp.). Chaque week-end, le taux de chlore diminue, en restant le plus élevée au point d'entrée du bâtiment (0,8 mg/L au maximum) et en diminuant le plus  dans la plomberie (inférieur ou égal à 0,28 mg/L). La numération cellulaire totale reflète cette perte de chlore : elle est beaucoup plus élevés le lundi que le vendredi à chaque point d'échantillonnage. Les Legionella sont les plus nombreuses au niveau des robinets. 
Et partout les taux de cuivre et de plomb augmentent au cours du week-end (le plomb est un contaminant fréquent des soudures et des éléments en laiton, tels que les « vannes à bille »). Dans cet immeuble la limite fédérale pour l'eau potable pour le cuivre (1,3 mg/L) était atteinte dépassée sur 4 robinets d'une même colonne montante, aux utilisations variables. Le rinçage a été fait à un endroit où le dépassement était constant pour le cuivre : 54 minutes ont été nécessaires pour atteindre le niveau de cuivre de l'approvisionnement public en eau. Faire couler l'eau n'est donc pas une méthode viable d'assainissement pour le cuivre (car il devrait être répété toutes les 19 heures ou nécessiterait de jeter plus de 50 gallons d'eau avant utilisation).
L'allongement du séjour de l'eau dans la tuyauterie (même le temps d'une nuit) modifie la communauté bactérienne subsistant dans l'eau (microbiome de l'eau du robinet) et augmente les concentrations bactériennes (dont pathogènes opportunistes),,.
La dégradation de l'eau enfermée dans une conduite (et sa teneur en éventuel sous-produits de désinfectant) varie selon de nombreux paramètres (ex : température, âge de l'eau et durée de stagnation dans la tuyauterie, matériau de la tuyauterie, présence d'un biofilms chlororésistant, corrosion et produits de corrosion, pH, état hydraulique, type de désinfectant résiduel, quantité de microbes en suspension, type de microbe et activité microbienne...).
La qualité de l'eau au robinet dans un immeuble de bureaux n'est pas stable ; elle varie même  considérablement au cours de la semaine (et plus encore si l'eau est localement acide ou traitée par un "adoucisseur"), il faut en tenir compte pour les plans de prélèvements et d'analyse de l'eau et pour l'interprétation des données recueillies dans ces bâtiments. Elle peut aussi varier considérablement selon les étages et selon les robinets (en fonction du nombre de personnes ou plus exactement de la quantité d'eau prélevée par ces personnes ou des machines). Si la tuyauterie est en cuivre, plus l'eau est régulièrement prélevée, moins elle contient de cuivre dissous. es horaires d'emménagement du bâtiment.
La question se pose a priori de manière plus aiguë encore pour les retours de vacances, par exemple au domicile, dans universités, et plus encore dans les crèches écoles, lycées, collèges (sachant que les jeunes enfants sont plus vulnérable aux contaminants de l'eau). Ainsi, les taux de plomb variaient beaucoup (jusqu'à un facteur 1000) aux différents robinets d'un même bâtiment scolaire. Les taux les plus élevés sont mesurés là où l'eau est la plus corrosive (0,85 à 851 μgPb/L), confirmant l'importance d'échantillonner à chaque robinet pour détecter les robinets à haut risque.
Dans les écoles notamment, les premiers 250 ml d'eau du matin doivent ne doivent pas être consommé (un rinçage de la tuyauterie fait efficacement baisser le taux de plomb sous 10 μgPb/L, mais il n'émèchera pas un Pb élevé au 1er tirage si l'eau a stagné dans les tuyaux. L'échantillonnage Pb/Cu doit être priorisé en fonction de l'âge du bâtiment et de la qualité de l'eau et toutes les eaux bues par les enfants devraient être échantillonnés après 8 heures de stagnation de l'eau dans les tuyaux, afin d'identifier les robinets à haut risque.
Quand des tuyaux en plomb sont connectés à des tuyaux en acier ou en acier inoxydable dans une même installation, il peut s'ensuivre une corrosion galvanique,. Or, en Asie, après l'interdiction des conduites en plomb (dans les années 1980) l'acier inoxydable a souvent été utilisé, et parfois combiné à du plomb et/ou du cuivre dans l'installation. Des orthophosphates sont parfois utilisés pour freiner la libération de plomb dans l'eau, qui croît quand le plomb et l'acier inoxydable sont galvaniquement connectés (et avec la diminution du pH et l'augmentation du rapport massique chlorure-sulfate, dit CSMR). L'orthophosphate peut efficacement réduire la libération de plomb, mais le CSMR doit être pris en compte car l'eau avec un CSMR plus élevé continue à dissoudre plus de plomb en cas de corrosion galvanique.

## Vie pouvant prospérer dans l'eau stagnante
Certaines plantes préfèrent l'eau courante, tandis que d'autres, comme les lotus, préfèrent l'eau stagnante.
Diverses bactéries anaérobies se trouvent généralement dans l'eau stagnante. Pour cette raison, des flaques d'eau stagnante ont été historiquement utilisées dans le traitement du chanvre et certaines autres cultures de fibres, ainsi que le traitement de l'écorce de tilleul, utilisée pour fabriquer les chaussures libériennes . Plusieurs semaines de trempage rendent les fibres libériennes facilement séparables en raison de processus bactériens et fermentatifs connus sous le nom de rouissage.
- Bactérie dénitrifiante
- Leptospira
- Bactérie pourpre (à la fois soufrées et non soufrées)

### Poissons
- Lepisosteidae (gar)
- Channa argus
- Gourami pygmée (en)
- Barbodes binotatus (en)
- Clarias batrachus
- Monopterus albus

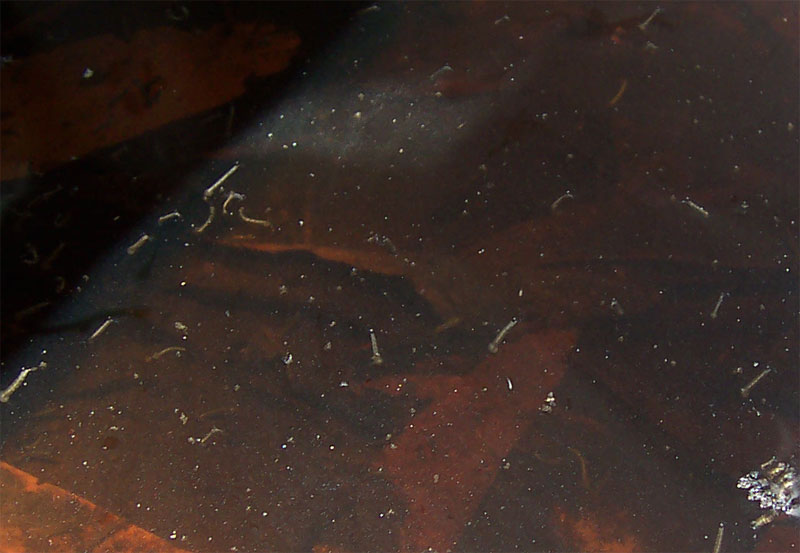
Larves de moustiques dans l'eau stagnante

L'eau stagnante est le terrain de reproduction préféré d'un certain nombre d'insectes.
- Nymphes de libellule
- Asticots des mouche
- Larves de moustiques
- Nepidae (punaises aquatiques)

### Autres
- Algues
- Biofilm
- Un certain nombre d'espèces de grenouilles préfèrent l'eau stagnante.
- Certaines espèces de tortues
  - Matamata